# Maria Paola Merloni
Maria Paola Merloni (Roma, 13 ottobre 1963) è un'imprenditrice ed ex politica italiana.
Membro del consiglio di amministrazione della Indesit Company, è stata senatrice della XVII Legislatura eletta nella lista Con Monti per l'Italia.

## Biografia
Nata il 13 ottobre 1963 a Roma, ma residente a Fabriano, in provincia di Ancona, figlia dell'imprenditore Vittorio Merloni, presidente di Confindustria dal 1980 al 1984, e nipote di Francesco Merloni, senatore e ministro dei lavori pubblici dal 1992 al 1994, a loro volta figli di Aristide Merloni, fondatore dell'Ariston e delle Industrie Merloni, nel 1989 si è laureata in Scienze politiche all'Università degli Studi di Urbino "Carlo Bo" (Università nel marchigiano dove la famiglia origina).
Ha assunto ruoli prima nell'area Amministrativa e poi nella Direzione Commerciale dell'azienda di famiglia, la Indesit Company, della quale dal 2005 è Responsabile delle Relazioni Istituzionali e dal 2008 membro del Consiglio di Amministrazione.
È stata presidente di Confindustria Marche dal 2004 al 2006.
Nel 2020 pubblica "Oggi è già domani. Vittorio Merloni vita di un imprenditore" dove racconta la storia del padre e della sua azienda, che vince il Premio Biella Letteratura e Industria.

## Attività politica

### Elezione a deputata
Alle elezioni politiche del 2006 viene candidata alla Camera dei deputati, tra le liste dell'Ulivo (lista che univa principalmente La Margherita di Francesco Rutelli con i Democratici di Sinistra) in quota Margherita nella circoscrizione Marche, dov'è stata eletta per la prima volta deputata, facendo parte della direzione federale de La Margherita. Nella XV legislatura della Repubblica è stata componente della 10ª Commissione Attività produttive, commercio e turismo, della 11ª Commissione Lavoro pubblico e privato (in sostituzione del sottosegretario di Stato alla Presidenza del Consiglio Enrico Letta) e del Comitato per la valutazione delle scelte scientifiche e tecnologiche.
Nel 2007 aderisce al neonato Partito Democratico (PD), venendo nominata dal sindaco di Roma Walter Veltroni, neo-eletto segretario, Responsabile del Europa nella sua segreteria nazionale.

### Rielezione alla Camera
Con la caduta del governo Prodi e la sconfitta del PD alle elezioni politiche anticipate del 2008, dov'è stata rieletta alla Camera nella medesima circoscrizione tra le file del PD, viene successivamente nominata da Veltroni Ministro per gli affari europei nel suo Governo ombra del Partito Democratico, ruolo che ricopre dal 9 maggio 2008 al 21 febbraio 2009.
Nel corso della XVI legislatura è stata componente della 14ª Commissione Politiche dell'Unione europea e della Commissione parlamentare d'inchiesta sui fenomeni della contraffazione e della pirateria in campo commerciale.
A luglio 2009 partecipa alla fondazione dell'associazione politica Italia Futura di Luca Cordero di Montezemolo.

### Elezione a senatrice
In occasione delle elezioni politiche del 2013 lascia il PD e aderisce a Scelta Civica per l'Italia, per la quale è candidata come capolista al Senato nelle Marche per la coalizione Con Monti per l'Italia e viene eletta senatrice. È vicepresidente del partito di Scelta Civica.
Il 10 dicembre 2013 aderisce al gruppo parlamentare Per l'Italia. In seguito aderisce ai Popolari per l'Italia di Mario Mauro.
Alla fine del 2014 lascia i Popolari per l'Italia e aderisce a Democrazia Solidale, iscrivendosi quindi al gruppo Per le Autonomie - PSI - MAIE.
Nel 2016 si avvicina alle posizioni di Pier Ferdinando Casini, circa la legislazione sulle Unioni Civili.
Resta in Parlamento sino al 2018, quando non si ricandida più per tornare a dedicarsi pienamente all'attività imprenditoriale.

## Opere
- Oggi è già domani. Vittorio Merloni vita di un imprenditore, Marsilio, 2020.